# Bezirksklasse Thüringen 1938/39
De Bezirksklasse Thüringen 1938/39 was het zesde voetbalkampioenschap van de Bezirksklasse Thüringen, het tweede niveau onder de Gauliga Mitte en een van de drie reeksen die de tweede klasse vormden. 1. SV Gera 04 werd kampioen en kon via de eindronde promotie afdwingen.
Na dit seizoen brak de Tweede Wereldoorlog uit waardoor de competitie pas in december van start ging in plaats van in augustus. er werd beslist dat SV 08 Steinach en 1. FC 07 Lauscha gedwongen moesten degraderen uit de Gauliga, hoewel Steinach zelfs derde was geworden. De clubs lagen geografisch uit de richting van de andere clubs en om oorlogsredenen moesten ze degraderen. Omdat met SpVgg 02 Erfurt nog een derde club uit de Gauliga degradeerde moest er ook een extra club uit de Bezirksklasse degraderen, waardoor VfB Pösneck ook degradeerde. 

## Eindstand
| Plaats | Club                | Wed. | Saldo | Ptn.  |
| ------ | ------------------- | ---- | ----- | ----- |
| 1.     | 1. SV Gera 04       | 20   | 58:20 | 30:10 |
| 2.     | SC Erfurt 1895      | 20   | 43:40 | 24:16 |
| 3.     | SC Apolda 1910      | 20   | 44:43 | 24:16 |
| 4.     | FSV Rositz          | 20   | 49:41 | 23:17 |
| 5.     | SV 04 Breitungen    | 20   | 45:40 | 22:18 |
| 6.     | VfB Sömmerda 1911   | 20   | 57:34 | 20:20 |
| 7.     | 1. FC Sonneberg 04  | 20   | 40:58 | 18:22 |
| 8.     | SC 06 Oberlind      | 20   | 41:55 | 17:23 |
| 9.     | VfB 09 Pößneck      | 20   | 32:43 | 16:24 |
| 10.    | FC Wacker 1910 Gera | 20   | 32:41 | 15:25 |
| 11.    | VfB 1910 Apolda     | 20   | 18:44 | 11:29 |

|  | Kampioen, deelname promotie-eindronde     |
|  | Trok zich na dit seizoen vrijwillig terug |
|  | Degradatie naar 1. Kreisklasse            |

## Promotie-eindronde
De zes kampioenen van de 1. Kreisklasse namen het tegen elkaar op, de top twee promoveerde.

### Groep A
| Plaats | Club                    | Wed. | Saldo | Ptn. |
| ------ | ----------------------- | ---- | ----- | ---- |
| 1.     | SpVgg Neuhaus-Igelshieb | 4    | 16:5  | 8:0  |
| 2.     | SV 1910 Kahla           | 4    | 5:8   | 3:5  |
| 3.     | SpVgg Neustadt/Orla     | 4    | 3:11  | 1:7  |

|  | Promotie naar Bezirksklasse Thüringen 1939/40 |

### Groep B
| Plaats | Club            | Wed. | Saldo | Ptn. |
| ------ | --------------- | ---- | ----- | ---- |
| 1.     | 1. Suhler SV 06 | 4    | 11:4  | 8:0  |
| 2.     | VfL Ruhla       | 4    | 7:5   | 4:4  |
| 3.     | SC Stadtilm     | 4    | 3:12  | 0:8  |